# Ljubomir Mihajlović
Pour les articles homonymes, voir Mihajlović.
Ljubomir Mihajlović est un ancien footballeur yougoslave et serbe né le 4 septembre 1943 à Belgrade (alors Yougoslavie). Il évoluait au poste de défenseur.

## Carrière
- 1961-1970 :  FK Partizan Belgrade
- 1970-1977 :  Olympique lyonnais
- 1977-1978 :  US Melun
- 1979-1979 :  FC Villefranche Beaujolais (entraîneur-joueur, juillet/novembre)[1]

## Palmarès
- International yougoslave de 1966 à 1968 (6 sélections)
- Champion de Yougoslavie en 1965 avec le FK Partizan Belgrade
- Finaliste de la Coupe d'Europe des clubs champions en 1966 avec le FK Partizan Belgrade
- Vainqueur de la Coupe de France en 1973 avec l'Olympique lyonnais
- Finaliste de la Coupe de France en 1971 et 1976 avec l'Olympique lyonnais

## Source
- Marc Barreaud, Dictionnaire des footballeurs étrangers du championnat professionnel français (1932-1997), L'Harmattan, 1997.